# Jorge Iniestra
Jorge Iniestra ist ein ehemaliger mexikanischer Fußballspieler auf der Position des Torwarts.  

## Laufbahn
Iniestra begann seine Profikarriere beim CD Cuautla und war Stammtorhüter während dessen vierjähriger Erstligazugehörigkeit von 1955 bis 1959.
Anschließend wechselte er zum CF Atlante, gewann in der Saison 1962/63 die Zweitligameisterschaft mit dem CD Zacatepec und wechselte 1963 zum Club América.
Mit den Americanistas gewann Iniestra zweimal in Folge den mexikanischen Pokalwettbewerb und wiederum ein Jahr später den ersten Meistertitel der Vereinsgeschichte in der 1943 eingeführten Profiliga.

## Erfolge
- Mexikanischer Meister: 1966
- Mexikanischer Pokalsieger: 1964, 1965
- Mexikanischer Zweitliga-Meister: 1963